# Георги Машев
Георги Петков Машев е карикатурист и художник, илюстрирал диаболични и мистични сюжети и теми.

## Биография
Георги Машев е роден на 1 януари 1887 година в Пазарджик в семейството на учителя и революционер Петко Машев. Учи до пети гимназиален клас в родния си град Пазарджик, но завършва столичната Първа мъжка гимназия през 1906 г. Същата година, есента, е студент в Общия отдел на Рисувалното училище в София. Първият му преподавател е проф. Петко Клисуров. През 1908 г. е изключен от Рисувателното училище заради конфликт с проф. Клисуров породен от консервативния метод на преподаване. През 1908 г. заминава за Санкт Петербург, където се записва в Художествената академия за година, а през периода 1908 – 1910 г. отива в Белгия и бива приет за студент в Специалния отдел за живопис на Брюкселската художествена академия, в класа на проф. Едмонд Ришар. Отново учи в Рисувалното училище, което през 1912 г. завършва в Отдела му за живопис при проф. Иван Мърквичка, Стефан Иванов и Иван Ангелов. Завършва следването си и стажува във Втора мъжка гимназия в София. През 1914 – 1915 година учителства в Цариброд и Царибродската смесена гимназия. Основава дружеството на художниците в Цариброд.
В годините преди войните сътрудничи с карикатури в редица софийски вестници като „Балканска трибуна“, „Българан“, „Смях“ с остри карикатури срещу политическите действия на Фердинанд.
Прави изложба през септември 1915 година в София, която писателят Константин Константинов си спомня като преминала с успех. В този период, между 1915 и 1918 г., Георги Машев е назначен за военен художник на Конната дивизия. Негови картини с военни сюжети са включени в изложбата на българските художници в Берлин.
През 1921 г. заболява от туберкулоза, но надмогва болестта и усилено работи.
След края на войните живее, твори и работи в Мъжката гимназия в Пазарджик. Включва се в новоучреденото Дружество на южнобългарските художници и активно взема участия в неговите инициативи, урежда още самостоятелни изложби в София, Пазарджик, Русе и Пловдив.
От 1923 до 1937 г. работи като художник в Министерството на просветата в София.
Особено важно събитие в творческия живот на Георги Машев е инициативата му да замине през 1930 г. в Париж и още на следващата година от пребиваването му е допуснат от журито за участие в най-значителната европейска изложба „Салон за изобразително изкуство“, бива приет член на Дружеството на френските художници-хумористи (което е със специфичен статут – участващите там са 100 на брой и могат да се попълват само при сложен консенсус от представители едва след смъртта на техен член).
Връща се и работи в България през 1932 г. и до 1946 г., когато здравето му се влошава рязко и фатално. След две тежки операции на язва между стомаха и дванадесетопръстника той умира в Александровската болница на 16 август 1946 г.
През 1968 г. посмъртно е провъзгласен за Почетен гражданин на град Пазарджик. През 2007 г., по случай 120 години от рождението му Софийската градска художествена галерия подрежда изложба с негови картини, събрани от цялата страна.

## Творчество
Художникът демонстрира интерес към приказното и мистичното в родната история и предания. Рисува богомилите и тяхната дуалистична философия, кошмарите на съновиденията и несъзнателното, образи на митологични и легендарни герои. Може категорично да бъде определен за баща на диаболистичната тематика в българското изобразително изкуство. Значение за интересът му към българския фолклор и претворяването му играе познанството и близостта му от Брюксел с младия тогава изследовател на фолклорното наследство на България, Васил Стоин.
Фактът, че остава напълно неоценен за родната история на изкуството, е определена от писателя Константин Константинов в неговата мемоарна книга „Път през годините“ така:
| „ | Винаги, когато споменавам името му, мисля за онази сентенция на един френски писател — че значимостта на хората, както и на народите, се измерва не с приликите помежду им, а тъкмо с тяхното различие един от друг. В младата история на българското изобразително изкуство Георги Машев се отделя рязко от другите, неочакван и своеобразен... Днес малцина го знаят. Ала по-късно към това усамотено убежище, край което минава пътят на българското изобразително изкуство, ще се върнат, уверен съм, не един от младите, като към изходна точка, установена от първия български визионер в живописта. | “ |

В спомените за българската интелигенция до войните името на Георги Машев се среща често и винаги със суперлативи към неговата оригиналност и ярко поведение. Любопитна подробност например е, че той е срещуположния приятел на Димчо Дебелянов в прочутата снимка на поета в профил.

### Творби и изложби
Пазарджик (1920, 1937, 1944), София (1915, 1932 и др.), Пловдив (1934). Посмъртна изложба в София и Пазарджик 1947 г.
Участва във всички общи художествени изложби в София и в колективни изложби в Пловдив, Варна, Русе, Пазарджик и др.
Участва в общи изложби в чужбина (Берлин 1917 г., Париж в „Салона“ 1931 г. с „Дамски портрет в кафяво“, и в Салона на хумористите 1931 г. с цикъла „Адам и Ева“)
Негови творби се намират в Националната художествена галерия – София, Художествената галерия „Станислав Доспевски“ - Пазарджик, Художествената галерия – Пловдив, Копривщица, Казанлък, в частни и лични колекции в Пазарджик, Пловдив, София, Русе, както и в други страни.
Когато Машев живее в София германският пълномощен министър купува творбите му „Жена пере“, „Жена простира дрехи“, „Жена готви в кухнята“, „Деца играят на двора“ и „Момиче носи вода“. Картината „Тъга“ става притежание на пълномощния министър на Сърбия. „Голо тяло“ на пълномощния министър на САЩ, „Адам и Ева“ са купени от пълномощния министър на Япония.

### Награди
Първа премия от Министерството на Просветата за участие в конкурс през 1941 г. с картината „Цар Симеон Велики влиза в Преслав след победа“. Възпоменателен медал на червена лента за заслуги като военен художник на Конната дивизия. Орден пета степен и орден четвърта степен в корона преди 9 септември 1944 г. за гражданска заслуга като художник.